# 국악관현악단
국악관현악단은 국악관현악을 연주하는 관현악단의 한 형태이다. 악기 편성은 가야금, 거문고, 아쟁, 해금, 대금, 피리가 대표적이고 곡에 따라 태평소, 소금, 양금 등을 추가하기도 한다. 타악기는 주로 북을 사용한다.
최초의 국악관현악단은 1964년 9월 15일 창단 공연을 가진 국악예술학교의 국악관현악단이다. 이후 여러 국악관현악단이 창설되며 국악의 한 연주 형식으로 자리를 잡았다. 그러나 국악관현악단은 전통 국악의 연주 형식이 아니며 서양의 관현악에 자극을 받아 이를 국악에 접목한 것이다. 이런 태생적 한계에 비롯된 여러 문제들 때문에 국악관현악과 국악관현악단에 비판적인 시각이 존재한다.

## 국악관현악단
- 국립국악관현악단
- 서울시국악관현악단
- KBS 국악관현악단